# Famille Le Conte de Nonant
La famille Le Conte de Nonant est ancienne famille noble originaire de Normandie qui revendiquait une filiation remontant à Colinet Le Conte, connétable de Philippe d'Évreux, roi de Navarre, vers la fin du XIIIe siècle. Sa filiation suivie remonte à noble Gervais Le Conte, seigneur de Cernières, vivant en 1370. Elle a formé plusieurs branches et s'éteint en 1893.

## Histoire

### Origines
La famille Le Conte de Nonant est originaire de Normandie depuis un « temps immémorial ».
Borel d'Hauterive écrit que d'après les preuves faites en 1784 pour les Honneurs de la Cour La famille Le Conte de Nonant, reconnaît pour auteur Colinet Le Conte, connétable de Philippe d'Évreux, roi de Navarre, vivant vers la fin du XIIIe siècle, cette origine attestée par un inventaire de 1578.
La filiation suivie commence avec noble Gervais Le Conte vivant en 1370, seigneur de Cernières, qui fut le père de Guillaume Le Conte, écuyer, seigneur de Cernières, qui épousa en 1361 Raoulette Le Gris qui lui apporta en dot la baronnie de Nonant. Depuis lors, le nom de cette terre est devenu dans toutes les branches inséparablement uni à celui de Le Conte,,.
Outre de nombreux hommes d'armes, elle a donné un gentilhomme de la chambre du roi, un président de la chambre des comptes du Parlement de Normandie et s'est distinguée par la qualité de ses alliances.
La famille Le Conte de Nonant fut admise aux Honneurs de la Cour en 1785.
La famille Le Conte de Nonant forma plusieurs branches toutes éteintes et s'éteignit définitivement en 1893 avec Léopold Joseph Le Conte de Nonant de Raray, né en septembre 1824 à Poncé sur le Loir (Sarthe) et décédé le 6 novembre 1893 à Poncé-sur-le-Loir. Il était le frère cadet de Charles-Henri Le Conte de Nonant dit le marquis de Raray (1822-1879).

### Branches

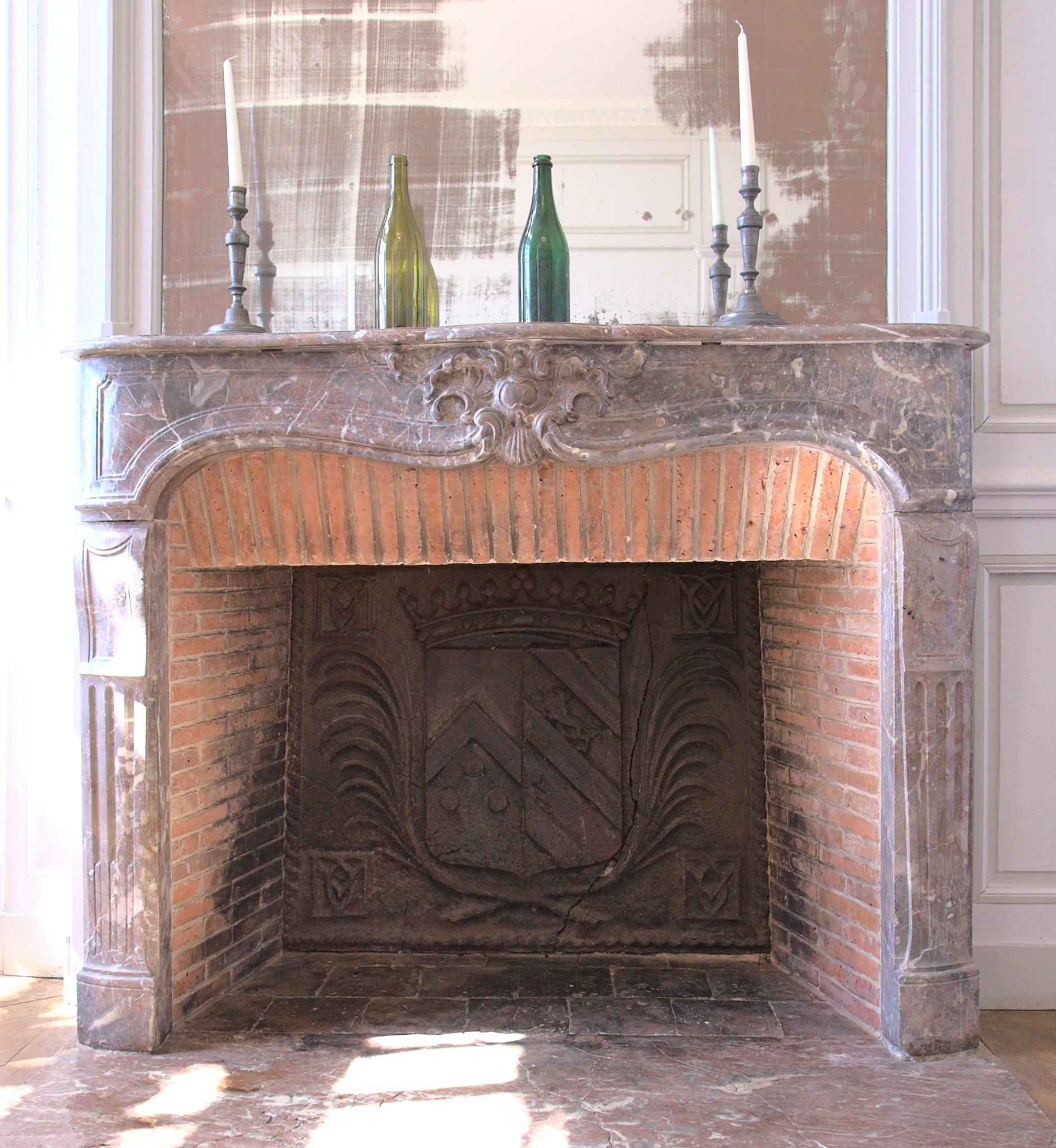
Taque aux armes Le Conte de Nonant

Branche des seigneurs de Cernières et de Blanc-Buisson, barons puis marquis de Nonant
Félix Le Conte, baron de Nonant, acquiert en 1604 Beaumesnil sur Charles Ier duc d'Elbeuf, pour son fils Jacques Le Conte, futur marquis de Nonant, † 1641, époux en 1623 de Marie, fille de Gaspard Dauvet des Marests et d'Isabelle Brulart de Sillery : d'où Pomponne-François, Catherine, et Renée Le Conte de Nonant.
Branche éteinte dans les mâles en 1654 avec Pomponne-François le Conte de Nonant (1634-1654), marquis de Nonant, baron de Beaumesnil, lieutenant pour le roi au gouvernement des bailliages d'Alençon et d'Évreux, mestre de camp d'un régiment de cavalerie. Sa sœur Renée Le Conte, dame de Nonant et du Merlerault, épouse en 1646 André du Plessis-Châtillon († 1668), d'où la suite des marquis de Nonant avec leur fils Jacques du Plessis-Châtillon, † 1707. Et leur sœur Catherine Le Conte, dame de Beaumesnil, épouse en 1660 Erard II Bouton de Chamilly, frère aîné du maréchal Noël, d'où François Bouton de Beaumesnil comte de Chamilly.

#### Rameau des «comtes de Cernières» (issu de la branche précédente)
Éteint en 1698 avec Félix le Conte de Nonant « comte de Cernières », lieutenant général des armées du roi.

#### Branche des seigneurs de Brucourt et de Villers, «marquis de Fontaines, de Bretoncelles, de Néry, de Raray, de Pierrecourt»
Cette branche forma trois rameaux :
- L'aîné, celui des « marquis de Bretoncelles », qui finit en 1793 avec Félix Prosper le Conte de Nonant de Bretoncelles, page de la petite écurie du roi officier de carabiniers chartreux puis prieur du couvent desdits religieux à Paris. Mort sur l'échafaud révolutionnaire[1].
- Celui des « marquis de Raray, de Néry, de Flamanville et de la Ferté-Imbault » éteint en 1893.
- Celui des seigneurs de Pierrecourt, de Mal(l)ou, de Silly, du Béchet, détaché du précédent en 1667 et fondu par mariage dans celui des « marquis de Raray »[1].

#### Branche des seigneurs de Saucourt
Séparée au XVIe siècle, cette branche a fourni trois générations et s'est éteinte en la personne de Josias le Conte de Nonant et s'est fondue en 1654 dans la maison de Saint Delis.

#### Branche des seigneurs de Saint-Aubin
Séparée au XVIe siècle, cette branche subsista en deux générations et s'éteignit en la personne de Jean le Conte de Nonant, seigneur de Saint-Aubin, tué en duel en 1604 par son cousin Gaspard Erard le Gris baron d'Eschauffour seigneur de Gisay.

#### Branche des seigneurs de Gisay
La branche des seigneurs de Gisay séparée vers 1370, éteinte  en 1772 avec Charles Antoine le Conte, seigneur de la Trinité, du Mesnil-Ourry et du Mail mousquetaire ordinaire du roi, mort sans postérité.

## Titres
- Baron de Nonant (héritage de la baronnie de Nonant-le-Pin de la famille Le Gris)[1].
- Marquis de Nonant par lettres de 1623[3].
- Comte de Cernières (titre de courtoisie)
- Marquis de Pierrecourt[3](titre de courtoisie).
- Marquis de Néry[3] (titre de courtoisie par héritage de la famille de Lancy).
- Marquis de Flamanville[3] (titre de courtoisie par héritage de la famille Bazan de Flamanville).
- Marquis de Raray[3],[6] (titre de courtoisie par héritage de la famille de Lancy)

## Armes
Les armes de la famille se blasonnent ainsi : D'azur au chevron d'argent, accompagné en pointe de trois besants d'or, mal ordonnés.,

## Propriétés
- Félix Le Conte baron de Nonant, acheta en 1604 le Château de Beaumesnil dans l'Eure. Son fils Jacques Le Conte, marquis de Nonant, gentilhomme ordinaire de la chambre du roi Louis XIII, fait construire le nouveau château.
- La branche dite des marquis de Raray hérita par alliance avec la famille de Lancy  à la fin du XVIIe siècle du château de Raray qu'elle conserva jusqu'en 1760.
- La branche dite des marquis de Pierrecourt, hérita par alliance avec la famille d'Estampes (mariage d'Alexis Bertrand Le Conte de Nonant, président du Parlement de Normandie, avec Sophie d'Estampes), en 1748 du château de La Ferté-Imbault (que la jeune veuve Marie-Thérèse d'Estampes de La Ferté-Imbault avait abandonné à sa belle-sœur Sophie afin de lui constituer une dot) qu'elle conserva jusqu'en 1807.

## Alliances
Les principales alliances de la famille sont  : de Juquanville, Le Gris (1361), du Merle (1474), d'Anfreville, Le Cesne (1563), des Hayes, Dauvet, d’Anquetil, de Lancy, Chevalier d’Anfrene, de Durcet, de Vasserot de Vincy, d’Estampes (1748), Blanchebarbe de Grandbourg (1766), Aubert du Petit Thouars (1840), de Rothe, de Maurey (1610).

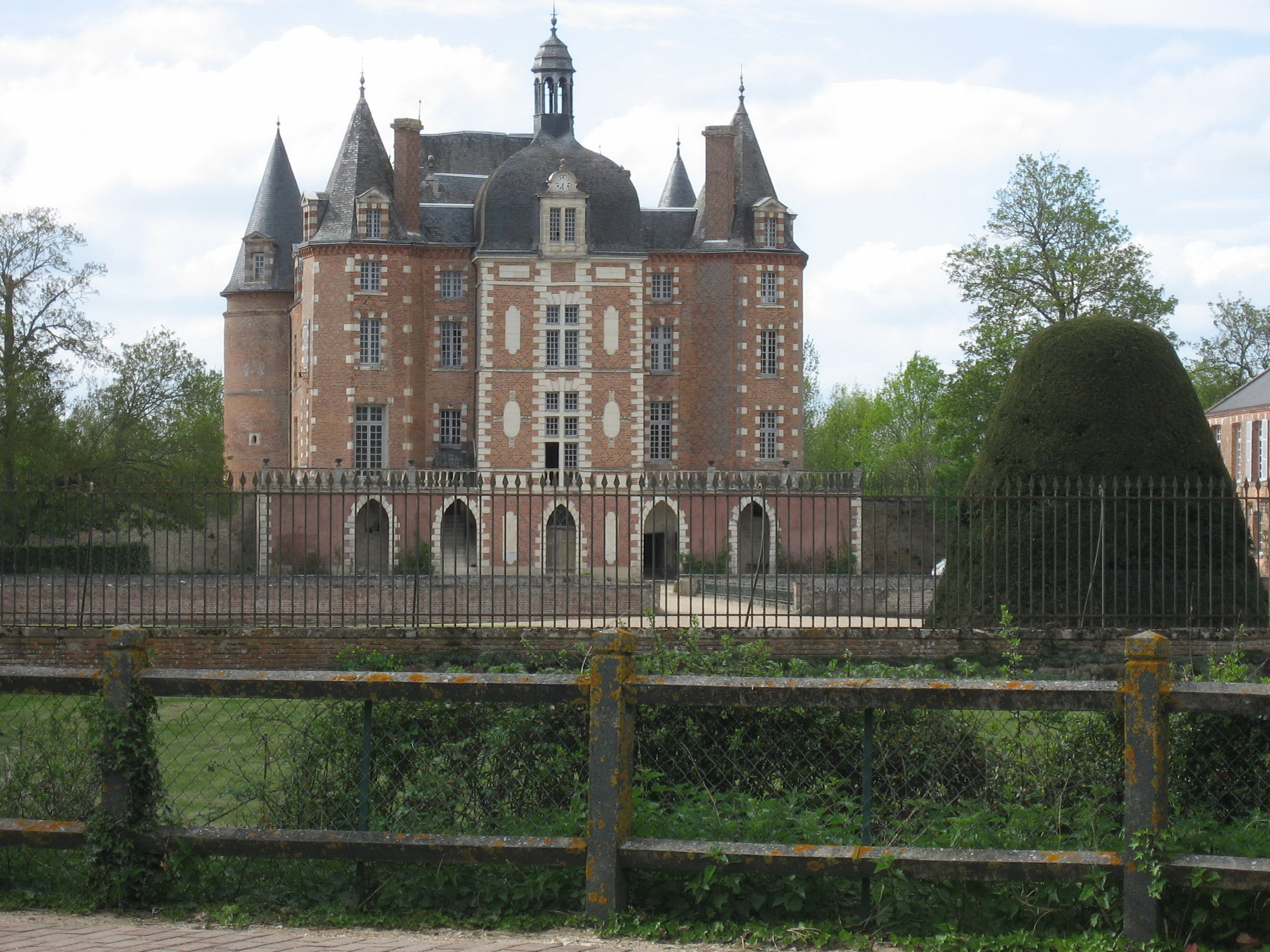
Le château de La Ferté-Imbault, fief de la famille d'Estampes, deviendra la propriété d'Alexis-Bernard Leconte de Nonant, marquis de Pierrecourt, président au Parlement de Normandie, après son mariage avec Sophie d'Estampes en 1748.